# Seseli fasciculatum
Seseli fasciculatum là một loài thực vật có hoa trong họ Hoa tán. Loài này được Korovin ex Schischk. miêu tả khoa học đầu tiên.